# الفی بو
الفی بو (انگلیسی: Alfie Boe؛ زادهٔ ۲۹ سپتامبر ۱۹۷۳) خواننده اپرا و بازیگر اهل بریتانیا است. وی از سال ۱۹۹۹ میلادی تاکنون مشغول فعالیت بوده‌است.
وی دانش‌آموختهٔ هنر خوانندگی در کالج سلطنتی موسیقی لندن و برنامهٔ آموزشی ویلار یانگ در تالار اپرای سلطنتی لندن است.
از فیلم‌ها یا مجموعه‌های تلویزیونی که وی در آن‌ها نقش داشته‌است می‌توان به آقای سلفریج و دانتون ابی اشاره نمود.